# Cruzeiro (ort)
Cruzeiro är en ort i Brasilien.   Den ligger i kommunen Cruzeiro och delstaten São Paulo, i den sydöstra delen av landet, 800 km söder om huvudstaden Brasília. Cruzeiro ligger 545 meter över havet och antalet invånare är 72 022.
Terrängen runt Cruzeiro är varierad. Cruzeiro är det största samhället i trakten.
Omgivningarna runt Cruzeiro är huvudsakligen savann. Runt Cruzeiro är det ganska tätbefolkat, med 199 invånare per kvadratkilometer.